# Payback 2016
Payback (2016) was een professioneel worstel-pay-per-view (PPV) en WWE Network evenement dat georganiseerd werd door WWE. Het was de 4e editie van Payback en vond plaats op 1 mei 2016 in het Allstate Arena in Rosemont, Illinois, Chicago.

## Matches
| Nr. | Match                                                           | Winnaar(s)        | Opmerkingen                                                                                      | Bron  |
| --- | --------------------------------------------------------------- | ----------------- | ------------------------------------------------------------------------------------------------ | ----- |
| 1p  | Dolph Ziggler vs. Baron Corbin                                  | Dolph Ziggler     | Eén-op-één match.                                                                                | [ 2 ] |
| 2p  | Kalisto (c) vs. Ryback                                          | Kalisto           | Eén-op-één match voor het WWE United States Championship.                                        | [ 2 ] |
| 3   | The Vaudevillains (Aiden English & Simon Gotch) vs. Enzo & Cass | The Vaudevillains | Dit was een Tag Team match om Number One Contender te worden voor het WWE Tag Team Championship. | [ 2 ] |
| 4   | Kevin Owens vs. Sami Zayn                                       | Kevin Owens       | Eén-op-één match.                                                                                | [ 2 ] |
| 5   | The Miz (c) (met Maryse) vs. Cesaro                             | The Miz           | Eén-op-één match voor het WWE Intercontinental Championship.                                     | [ 2 ] |
| 6   | Dean Ambrose vs. Chris Jericho                                  | Dean Ambrose      | Eén-op-één match.                                                                                | [ 2 ] |
| 7   | Charlotte (c) (met Ric Flair) vs. Natalya (met Bret Hart)       | Charlotte         | Eén-op-één match voor het WWE Women's Championship.                                              | [ 2 ] |
| 8   | Roman Reigns (c) vs. AJ Styles                                  | Roman Reigns      | Eén-op-één match voor het WWE World Heavyweight Championship.                                    | [ 2 ] |